# Iaia de Cízic
Iaia (en grec antic: Ιάια της Κυζίκου, llatí: Iaia; Cízic, Mísia, fl. c. 100 aC), posteriorment també coneguda com a Màrcia, va ser una pintora de la Grècia romana natural de Cízic (Àsia Menor). Va destacar en la pintura de retrats femenins.
És considerada una de les sis dones artistes de l'antiguitat segons Plini el Vell, juntament amb les pintores Irene, Calipso, Timàreta, Aristàreta i Olímpia. D'aquestes sis, és l'única que presenta referències duals a les civilitzacions grega i romana, i la primera dona de la qual es té notícia d'un autoretrat.

## Biografia
La descripció de Plini el Vell sobre Iaia a la seva obra Naturalis Historia és la més extensa de les sis pintores que menciona, i en situa l'obra artística a Roma:
| «                                          | (llatí) Iaia cyzicena, perpetua virgo, M. Varronis iuventa, Romae et penicillo pinxit et cestro in ebore imagines mulierum maxime, at Neapoli anum in grandi tabula, suam quoque imaginem ad speculum. Nec ullius velocior in pictura manus fuit, artis verotantum, ut multum manipretiis antecederet celeberrimos eadem aetate imaginum pictores Sopolim et Dionysium, quorum tabulae pinacothecas inplent. | (català) Iaia de Cízic, que sempre va romandre soltera, va pintar a Roma, durant la joventut de Marc Terenci Varró, amb pinzell i burí sobre ivori, sent principalment els seus subjectes retrats femenins. A Nàpols hi ha un retrat obra seva, el retrat d'una dona gran; com també un autoretrat d'ella mateixa, pres amb l'ajuda d'un mirall. No hi havia cap pintor amb més traça que ella; al mateix temps la seva habilitat artística era tal que les seves obres es van vendre a preus molt més alts que les dels pintors de retrats més famosos de la seva època, Sòpolis i Dionisi, dels qui les nostres galeries són plenes. | » |
| — Plini el Vell, Naturalis Historia, 35.54 | | |   |

L'esment a la coincidència temporal amb Marc Terenci Varró en situen l'existència vora l'any 100 a.C. L'eina a què es fa referència (cestrum, traduït per burí) era una petita espàtula que permet relacionar l'obra de Iaia amb la tècnica encàustica, en què es barregen colors amb cera a alta temperatura i que posteriorment s'apliquen directament a la superfície de l'obra. Per altra banda, la menció de Plini sobre el seu autoretrat fa que esdevingui el primer d'una dona del qual es té constància en la història de la humanitat.
Iaia també és àmpliament descrita per l'humanista italià Giovanni Boccaccio a l'enciclopèdia sobre dones De mulieribus claris. Referida com a Màrcia Varronis, Boccaccio en destaca l'habilitat amb el pinzell i el burí, però aprofundeix sobretot en l'aspecte de la seva virginitat fent esment a la «sensibilitat moral única», per la qual, a fi d'evitar la representació pictòrica d'homes nus, va decidir només il·lustrar dones. Per altra banda, la filòsofa protofeminista Christine de Pisan, que també la menciona a l'obra Llibre de la ciutat de les dames, pràcticament només dedica un epítet a la seva condició de verge i se centra en el seu autoretrat, que defineix com un atribut identificatiu de la pintura medieval.

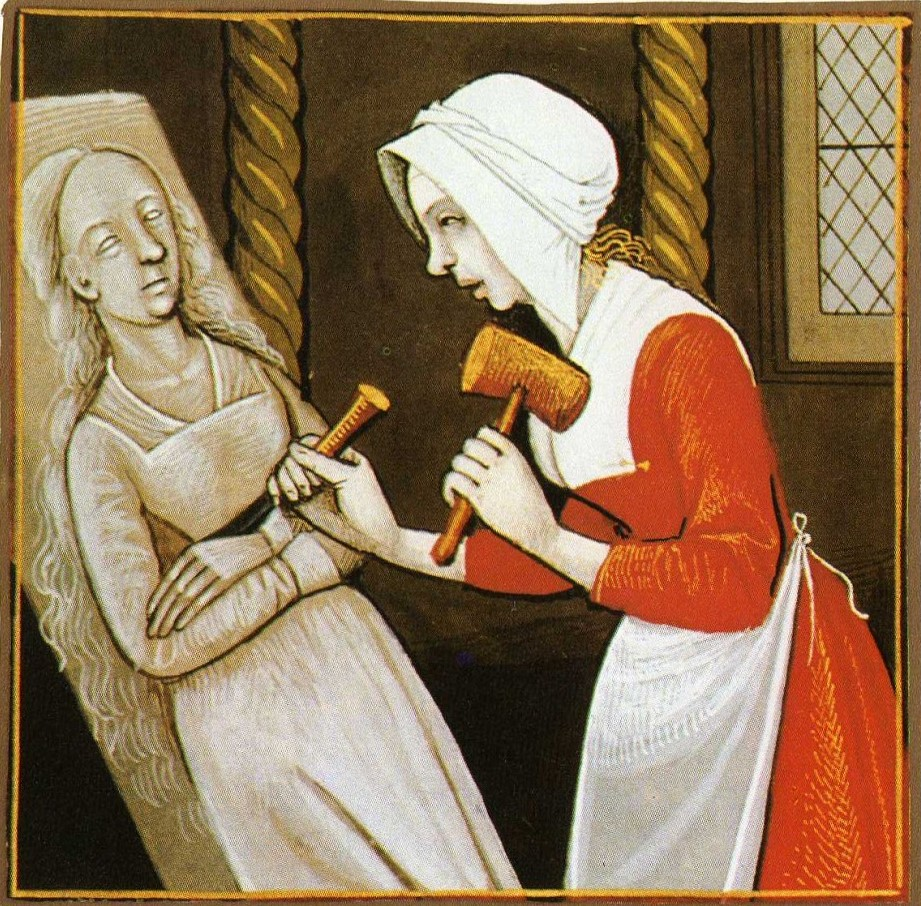
Màrcia practicant l'art de l'escultura.
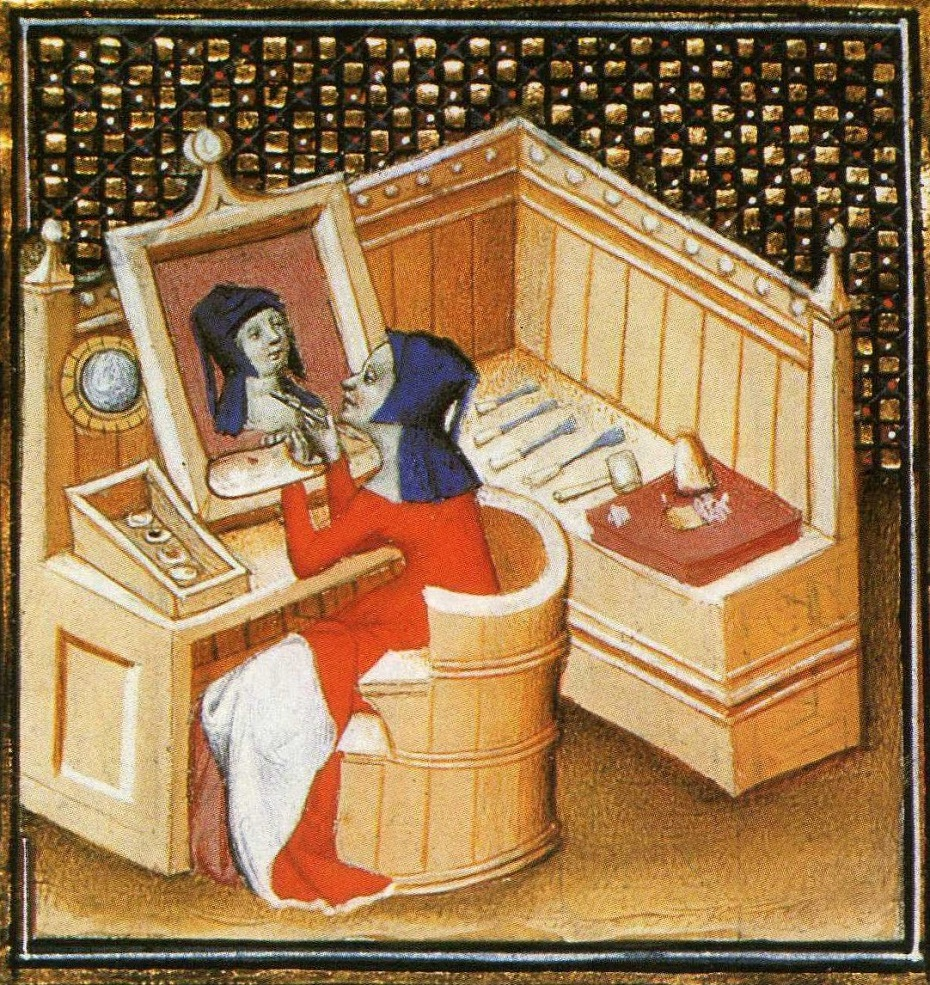
Autoretrat de Màrcia Severa.
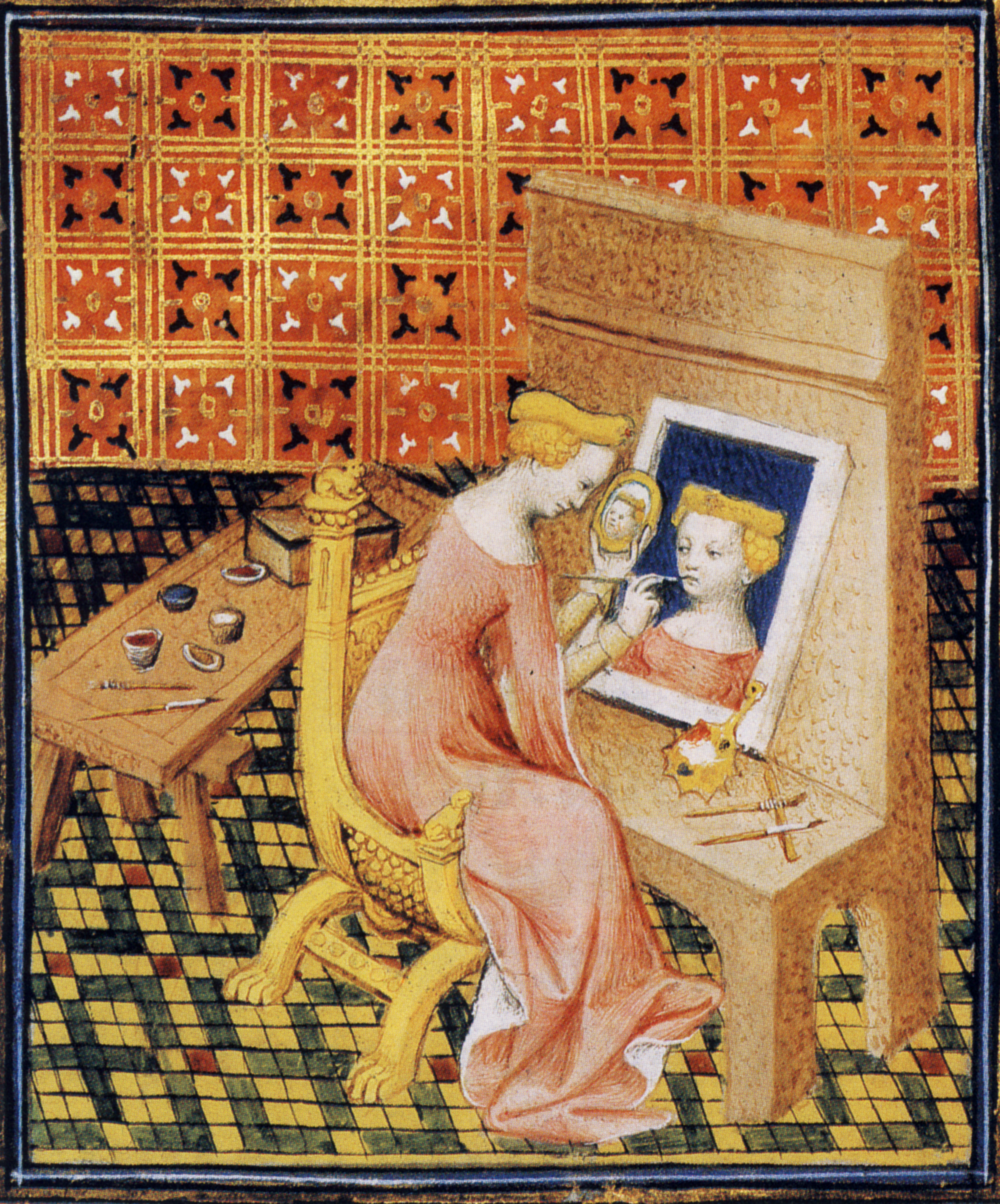
Una altra representació de l'autoretrat de Màrcia.